# Salar de Wheelwright
El salar de Wheelwright (a veces llamado erróneamente Wheelright) es un salar ubicado en la zona cordillerana de la Región de Atacama al norte de laguna Verde (Atacama) y al este del salar de Pedernales. Es un salar de tipo "playa" con un sistema complejo de lagunas someras. 
Sus características morfométricas y climatológicas más relevantes son:: III-177 
- altura: 4220 m
- superficie de la cuenca: 466 km²
- superficie del salar: 6,3 km²
- superficie de las lagunas: 4 km²
- precipitaciones: 140 mm/año
- evaporación potencial: 1000 mm/año
- temperatura media: 1 °C

## Historia
Luis Risopatrón lo describe en su Diccionario Jeográfico de Chile de 1924:: 943 
Wheelwright (Salar). 26° 42' 68° 37' Ofrece aguas de pésima calidad aun para la bebida de los animales i se encuentra al N E del pico del mismo nombre, en las cercanías de la línea de límites con la Arjentina. 117, p. 101; 134; i 156; i de Wheelwright o Juncal en 117, p. 166.